# Cornelius Engemann
Cornelius Engemann (* 31. August 1994 in Essen) ist ein deutscher Schauspieler.

## Leben
Cornelius Engemann erlernte die Schauspielerei schon in seiner Jugend. An einer Grundschule in Essen und später an einem Gymnasium machte er sich das erste Mal mit dem Theater vertraut. Von Januar 2014 bis Dezember 2017 absolvierte er sein Schauspielstudium an der Arturo Schauspielschule in Köln.
Während seines Studiums spielte Engemann bereits verschiedenste Rollen von eigenen Produktionen über moderne Komödien bis hin zu Klassikern. 2017 trat er Arturo Theater als Oberon/Theseus im Shakespeare-Klassiker Ein Sommernachtstraum auf. Während seines Studiums gastierte er am Schauspiel Köln.
Im Sommer 2017 bekam Cornelius Engemann ein Engagement bei den Scherenburgfestspielen in Gemünden am Main. Dort spielte er den Räuber Yaris in einer Bühnenfassung von Ronja Räubertochter (nach Astrid Lindgren) und den Mitgiftjäger und Nebenbuhler Rolf in Kohlhiesels Töchter.
2018 verkörperte er am Orangerie Theater Köln „in zögerlicher Königsrolle“ den König Karl VII. im Schiller-Drama Die Jungfrau von Orleans. An der Kammeroper Köln spielte er in der Jubiläumsinszenierung Hello, Dolly! (Premiere: Mai 2018), mit der die Kammeroper Köln ihr 20-jähriges Bestehen feierte, Ermengardes Verlobten Ambrose Kemper.
In der Spielzeit 2019/20 war Cornelius Engemann festes Ensemblemitglied am Das-Da-Theater in Aachen, wo er in mehreren Produktionen auftritt. Zur Spielzeiteröffnung 2019/20 war er als Mr. Mooney ein Vertreter der „kopfschüttelnd-ignorante[n] „normale[n]“ Gesellschaft“ in dem Bühnenstück Rain Man von Dan Gordon, nach dem gleichnamigen Kinofilm mit Dustin Hoffman und Tom Cruise. In dem Familienstück Ben und Becca spielte er in der Spielzeit 2019/20 die männliche Hauptrolle des Ben. Außerdem gehört er zur Besetzung von Tom Hirtz’ Bühnenadaption des Romans „Die Wolke“ von Gudrun Pausewang.
Außerdem wirkte er in kleinen Rollen in verschiedenen TV-Produktionen mit. Engemann wohnt in Berlin.

## Theaterengagements (Auswahl)
- 2016–2018: Schauspiel Köln
- 2017: Scherenburgfestspiele
- 2018: Orangerie Theater Köln
- 2018–2019: Kammeroper Köln
- 2019–2020: Das-Da-Theater

## Filmografie
- 2016: SOKO Köln (Fernsehserie, zwei Folgen)
- 2017: Babylon Berlin (Fernsehserie)
- 2018: Sankt Maik: Vor der Prozession ist nach der Prozession (Fernsehserie, eine Folge)
- 2018: Alarm für Cobra 11 – Die Autobahnpolizei: Hetzjagd auf Semir (Fernsehserie, eine Folge)
- 2019: Die Neue Zeit (Fernsehserie)
- 2020: Gute Zeiten, schlechte Zeiten (Fernsehserie, zwei Folgen)
- 2024: Jenseits der Spree: Ganz nah (Fernsehserie, eine Folge)